# Иттихад (газета)
«Иттихад» (азерб. اتحاد, İttihad — Единение) — азербайджанская литературная, общественная и политическая газета.

## Создание
Инициатором создания газеты был Джейхун-бек Гаджибейли. 4 декабря 1917 года вышел первый номер, редактором стал сам Дж. Гаджибейли. Лозунг газеты — «Сила в единении». Начиная с выхода 59-го номера в начале 1918 года, после приглашения Гаджибейли в газету «Азербайджан», «Иттихад» становится официальным органом партии «Мусульманство в России».
Газета временно не выпускалась в результате мартовских событий 1918 года.

## Деятельность
В 1918 и до апреля 1919 года газета «Иттихад» выпускалась сотрудниками редакции. В апреле 1919 года Джамал Эфенди Накашидзе, член Центрального Комитета под псевдонином «Аджаралы Джамал», был назначен главном редактором. Однако исключение Джамала Эфенди Накашидзе из партии привело к его отходу от редакции. После этого сначала неофициально, а с 1920 года согласно решению партии «Иттихад», председателем был назначен Кара-бек Карабеков. Первый ежедневный номер «Иттихад» был опубликован только один или два раза в месяц в 1919—1920 годах. Главными авторами «Иттихад» были Джейхун-бек Гаджибейли, Кара-бек Карабеков, Ахунд Молла Алекбер Аббасгулузаде, Джейхун-бек Тагизаде, А. Х. Джаббарлы, Мухаммед Хади, Мирза Бала Мамедзаде, Хаджи Мир Мовсум Гасымзаде, Бэхлул Бехджет, Мухаммед-ага Шахтахтинский и другие.
Публикация газеты была прекращена после оккупации Азербайджана Красной прмией (1920 года).